# Fritz Skell
Pour les articles homonymes, voir Skell.
Fritz Skell, né le 1er août 1885 à Munich et mort le 9 mars 1961 à Dießen am Ammersee, est un dessinateur allemand. 

## Biographie
Fritz Skell  naît le 1er août 1885 à Munich. Il est membre de la famille de peintres et de jardiniers Sckell. À partir de 1912, il est professeur de dessin à l'université de Munich, puis, à partir de 1915, professeur de dessin à l'hôpital central de Petoemboekan, sur la côte est de Sumatra. De 1932 à 1955, il est professeur de dessin scientifique et rigoureux à l'Académie des arts appliqués de Munich. Après sa retraite, il peint souvent à Chiemsee. Il est connu pour ses somptueuses représentations florales et ses dessins scientifiques et anatomiques. 